# Owl Creek
Owl Creek è un census-designated place degli Stati Uniti d'America, situato nella Contea di Hot Springs nello stato del Wyoming. Nel censimento del 2000 la popolazione era di 11 abitanti.

## Geografia fisica
Secondo i rilevamenti dell'United States Census Bureau, la località di Owl Creek si estende su una superficie di 16,8 km², tutti occupati da terre.

## Popolazione
Secondo il censimento del 2000, a Owl Creek vivevano 11 persone, ed erano presenti 3 gruppi familiari. La densità di popolazione era di 0,7 ab./km². Nel territorio comunale si trovavano 11 unità edificate. Per quanto riguarda la composizione etnica degli abitanti, il 100% era bianco.
Per quanto riguarda la suddivisione della popolazione in fasce d'età, il 36,4% era al di sotto dei 18, lo 0% fra i 18 e i 24, il 27,3% fra i 25 e i 44, il 27,3% fra i 45 e i 64, mentre infine il 9,1% era al di sopra dei 65 anni di età. L'età media della popolazione era di 40 anni. Per ogni 100 donne residenti vivevano 83,3 uomini.